# 有栖川宮
有栖川宮（ありすがわのみや），是日本皇室中過去曾存在過的宮家之一。為四世襲親王家之一。

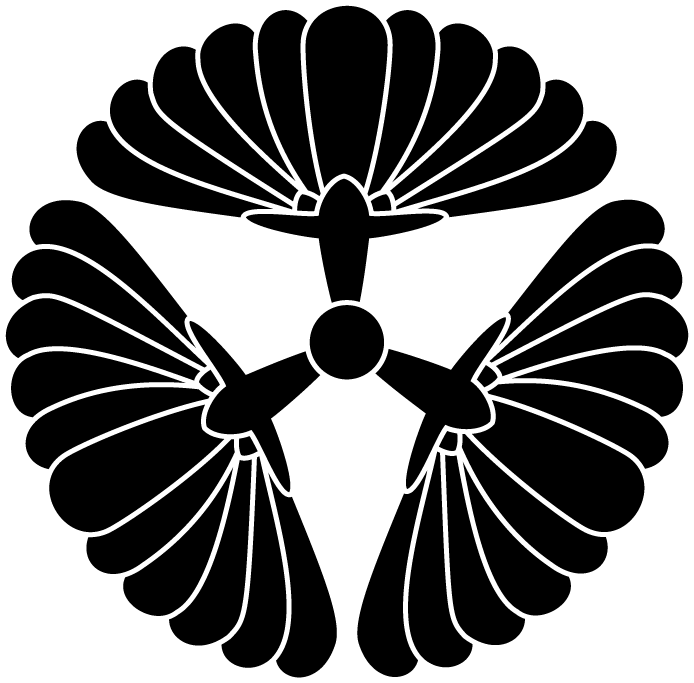
有栖川宫家徽

## 歷史
有栖川宮家歷代以來，在書法及和歌上都有著相當高的造詣，與皇室之間也有相當良好的關係，同時，也與德川家有多次的聯姻。歷代以來，當主次男以下的子嗣經常在在江戶的寬永寺及京都的知恩院中出家，並取得很高的地位。
寬永2年（1625年），後陽成天皇為了第七皇子好仁親王創設了宮家，稱高松宮，宮號由來是源自於好仁親王祖母──新上東門院的居所高松殿之名。
初代當主的好仁親王，後來與德川幕府的二代將軍──德川秀忠的養女龜姬結婚，但兩人之間並無子女，因此迎其兄長後水尾天皇之子良仁親王為二代當主，並改稱花町宮。良仁親王原本欲取明子女王（好仁親王之女）為妃，並正式繼承，但其兄後光明天皇驟逝，而天皇養子識仁親王過於年幼，因此由良仁親王暫時即位，是為後西天皇，待識仁親王成年後再予讓位。
由於2代當主良仁親王的即位，花町宮家便由後西天皇之子幸仁親王繼承，並以幸仁親王的別莊所在地之名稱之，稱有栖川宮。後來，幸仁親王之子正仁親王婚後6年，在無子女的情況下逝世，於是由已成年並即位的識仁親王（靈元天皇）之子職仁親王成為第5代當主。往後自職仁親王開始，6代的織仁親王、7代當主韶仁親王、8代當主幟仁親王、9代當主熾仁親王、10代當主威仁親王等以直系身份傳承下去。
1913年（大正2年）7月5日，10代當主威仁親王逝世，由於威仁親王唯一的兒子栽仁王早已亡故，也沒有其他具備繼承當主資格的後嗣，因此有栖川宮家的承襲確定斷絕。1923年（大正12年）6月29日，威仁親王妃慰子逝世，有栖川宮家正式告終。對此日本皇室以大正天皇三子宣仁親王創設新宮家承祀有栖川宮，採用其最初的宮號，稱高松宮。1930年，宣仁親王與威仁親王的外孫女德川喜久子結婚。

## 系譜
- 初代・好仁親王：時稱高松宮
- 2代・良仁親王：改名花町宮，後為後西天皇
- 3代・幸仁親王：改名有栖川宮
- 4代・正仁親王
- 5代・職仁親王
- 6代・織仁親王
- 7代・韶仁亲王
- 8代・幟仁親王
- 9代・熾仁親王
- 10代・威仁親王

### 高松宮
- 1代・宣仁親王：重立高松宮，承祀有栖川宮

## 著名人物
- 明子女王：後西天皇女御
- 英宮幸子女王：東山天皇中宮
- 樂宮喬子女王：德川家慶御台所
- 登美宮吉子女王：德川齊昭御簾中、德川慶喜之母
- 穗宮利子女王：伏見宮貞愛親王妃
- 熾仁親王
- 威仁親王
- 實枝子女王：有栖川宮最後一位當主威仁親王之女、公爵德川慶久夫人、宣仁親王妃喜久子之母

## 外部連結
- 有栖川宮威仁親王の写真アルバム - 旧宮家旧皇族写真館 （页面存档备份，存于）